# Esmaël Gonçalves
Esmaël Gonçalves (* 25. června 1991 Bissau) je bissauský fotbalista.

## Klubová kariéra
S kariérou začal v OGC Nice v roce 2018. Mimo Francie působil na klubové úrovni v Portugalsku, Skotsku, Kypru, Řecku, Saúdské Arábii, Uzbekistánu, Íránu a Japonsku.

## Reprezentační kariéra
Gonçalves odehrál za bissauský národní tým v roce 2018 celkem 1 reprezentační utkání.

## Statistiky
| Guinea-Bissau | Guinea-Bissau | Guinea-Bissau |
| Roky          | Záp.          | Góly          |
| ------------- | ------------- | ------------- |
| 2018          | 1             | 0             |
| Celkem        | 1             | 0             |